# Alexander Gordon (2e duc de Gordon)
Alexander Gordon, 2e duc de Gordon (v. 1678 - 28 novembre 1728), appelé comte d'Enzie jusqu'en 1684 et marquis de Huntly de 1684 à 1716, est un pair écossais.

## Biographie
Il est le fils de George Gordon et d'Elizabeth Howard, fille du catholique romain Henry Howard. Il combat avec les Jacobites à la bataille de Sheriffmuir, avec trois cents cavaliers et deux mille fantassins. Le 12 février 1716, il se rend au château de Gordon à John Gordon. Il est emprisonné à Édimbourg, mais obtient un pardon lorsque son père est décédé et entre en possession de son héritage en tant que 2e duc le 7 décembre 1716.
Il est mentionné dans la chanson de criblage jacobite Cam Ye O'er Frae France, appelée "Cockalorum", une épithète dérivée du surnom traditionnel de la tête du clan Gordon, "Cock o 'the North".

## Famille
Gordon épouse Henrietta Mordaunt (vers 1688-1760), fille de Charles Mordaunt, avant le 13 février 1707; ils ont plusieurs enfants :
- Elizabeth qui épouse John Skelly
- Catherine (1713-1791) épouse Francis Wemyss-Charteris
- Anne (d.1786) épouse le second comte d'Aberdeen
- Cosmo Gordon (1721-1752)
- Adam Gordon (1726-1801) épouse Jean, fille d'Alexander Drummond de Lennoch et Megginch.